# Кротов, Вадим Фёдорович
Вадим Фёдорович Кротов (14 февраля 1932, Хабаровск — 4 марта 2015 год, Москва) — советский и российский учёный. Известный специалист в области оптимального управления и его приложений. Заслуженный деятель науки Российской Федерации.

## Биография
Окончил МВТУ им. Н. Э. Баумана в 1956 году, c 1956 по 1958 год работал инженером-конструктором Центрального НИИ тяжёлого машиностроения, в 1958—1961 гг. учился в аспирантуре МВТУ. Там он начал заниматься теорией оптимального управления. Его первая научная работа была опубликована в 1960 году. Она была посвящена разрывным решениям вариационных задач. В это же время В. Ф. Кротов получил достаточные условия оптимальности в задачах оптимального управления.
В 1961—1969 гг. В. Ф. Кротов преподавал в Московском авиационном институте, на кафедре динамики полёта и управления, которой руководил И. В. Остославский. В 1967 году В. Ф. Кротов стал профессором.
В 1962 году В. Ф. Кротов защитил кандидатскую диссертацию «Новый метод вариационного исчисления и некоторые его приложения» по физико-математическим наукам в Математическом институте им. В. А. Стеклова АН СССР, в 1963 году — докторскую диссертацию «Некоторые новые методы вариационного исчисления и их приложение к динамике полёта» по техническим наукам в МАИ.
С 1968 по 1972 год В. Ф. Кротов возглавлял кафедру высшей математики Московского авиационного технологического института (МАТИ). В. Ф. Кротов совместно с В. И. Гурманом и В. З. Букреевым в 1969 году опубликовал монографию «Новые методы вариационного исчисления в динамике полёта», посвящённую расчётам движения летательных аппаратов.
На базе кафедры высшей математики МАТИ в то время работал межинститутский научный семинар по оптимальному управлению, на котором выступали с докладами известные специалисты в этой и смежных областях математики, а также начинающие математики, которые приобрели известность в последующие годы. Тогда были заложены основы теории вырожденных задач для неограниченных дифференциальных включений и оптимального управления для гибридных (дискретно-непрерывных) систем (В. И. Гурман), новых вычислительных методов (В. Ф. Кротов, В. И. Гурман), получены достаточные условия инвариантности управляемых систем (М. М. Хрусталёв). На основе этих теоретических результатов был выполнен ряд крупных прикладных исследований, таких как оптимизация ориентационных манёвров космических аппаратов (В. И. Гурман, А. М. Никулин), оптимизация взлётов вертолёта с уникальным результатом — сокращением взлётной дистанции на 40-50 % (Гурман В. И., Чуклов Б. Т.) и др.  Вокруг этой тематики сформировался международный коллектив учёных, среди которых более 20 кандидатов наук, выполнивших диссертации под руководством В. Ф. Кротова (7 из них — доктора наук).
С 1972 по 1996 год В. Ф. Кротов — профессор, заведующий (1974—1982) кафедрой экономической кибернетики в Московском экономико-статистическом институте (МЭСИ). Работая здесь совместно с экономистами (в том числе из ЦЭМИ и ВНИИСИ) он применил теорию оптимального управления к нелинейным моделям развития многоотраслевой экономики на основе межотраслевого баланса В. В. Леонтьева, и получил достаточные условия оптимальности макроэкономических процессов, описываемых системой нелинейных моделей типа затраты-выпуск, опубликованные в «Автоматике и телемеханике» в 1982—1983 годах. Под руководством В. Ф. Кротова был написан ряд монографий и учебных пособий, выполнен ряд проектов в области оптимизационного и имитационного моделирования макроэкономических процессов.
С 1982 года В. Ф. Кротов руководит лабораторией математических методов исследования оптимальных управляемых систем Института проблем управления имени В. А. Трапезникова Российской Академии наук. В лаборатории были созданы Система Интерактивной Оптимизации (СИО) и Система моделирования и оптимизации эколого-экономических процессов — NESSY (Nature-Economy Simulation System).
В 2003 году В. Ф. Кротову было присвоено звание «Заслуженный деятель науки РФ».

## Основные научные результаты
Основные научные результаты В. Ф. Кротова относятся к вариационному исчислению и теории оптимального управления, их приложениям к задачам динамики полёта, автоматического регулирования и прикладной физики, универсальным вычислительным методам оптимизации. В теории оптимального управления известны достаточные условия оптимальности Кротова и основанный на них итерационный вычислительный метод Кротова (он также известен под названием «глобальный метод»). Получил ряд важных результатов в релятивистской механике упругой среды и теории наблюдения динамических систем в связи с проблемами квантовой механики.

### Вариационное исчисление и теория оптимального управления
В серии работ 1960—1965 гг. В. Ф. Кротов предложил способ формализации понятия разрывного решения задачи вариационного исчисления
, и в рамках этого подхода исследовал разрывные скользящие режимы.
В это же время В. Ф. Кротов сформулировал достаточные условия оптимальности управляемых динамических систем. На их основе В. Ф. Кротовым и другими авторами были разработаны аналитические и численные методы синтеза управления. Эти результаты вошли в монографии и учебники математических и технических дисциплин, читаются в университетских курсах.

### Теория и методы расчёта систем управления и траекторий летательных аппаратов
Математические результаты В. Ф. Кротова применялись для исследования многих прикладных научно-технических задач, таких как оптимизация траекторий движущихся объектов, анализ и синтез систем управления этими объектами. Из проблем данного класса выделим задачи оптимального управления манёврами летательного аппарата в атмосфере Земли при помощи программного изменения тяги двигателя и угла атаки. 

### Теоретическая физика
В круг научных интересов В. Ф. Кротова входят также проблемы взаимосвязи оснований фундаментальных физических дисциплин и их минимального общего математического описания. Уравнения релятивистской теории упругости, построенной им, имеют интригующие аналогии с уравнениями электродинамики. В серии статей, посвящённых квантовой механике, исследуется спектр проблем от её статистических, динамических и геометрических оснований до математических методов синтеза управления квантовым состоянием вещества.

### Глобальный метод в задачах квантовой механики
Особый интерес представляет прикладное направление синтеза и оптимизации управления квантовым состоянием вещества. В настоящее время существует обширная и бурно развивающаяся область новых физических технологий, базирующихся на управлении квантовым состоянием вещества за счёт воздействия на него электромагнитного поля. Среди них — синтез новых материалов при помощи физических средств (вместо химических), разделение изотопов, фотохимия и др. Математический алгоритм синтеза подобного управления является важнейшей частью проектирования этих нанотехнологий.
По общему мнению физиков, адекватным аппаратом для осуществления подобного синтеза являются методы теории оптимального управления. Соответствующие задачи описываются системами нелинейных дифференциальных уравнений, имеющими порядки в несколько тысяч. Были проведены исследования решений таких задач при помощи разработанных В. Ф. Кротовым методов последовательного улучшения.
Публикация этих методов породила в 90-е годы волну исследований специалистов-физиков
. В 2019 году была опубликована обзорная статья по этим вопросам.

## Основные работы

### Монографии и учебники
- Кротов В. Ф., Букреев В. З., Гурман В. И. Новые методы вариационного исчисления в динамике полёта. — М.: Машиностроение, 1969. — 288 с.
- Кротов В. Ф., Гурман В. И. Методы и задачи оптимального управления. — М.: Наука, 1973. — 448 с.
- Кротов В. Ф., Лагоша Б. А., Лобанов С. М. и др. Основы теории оптимального управления: Учеб. пособие для экономических вузов; Под ред. В. Ф. Кротова. — М.: Высшая школа, 1990. — 430 с.
- Krotov V.F. Global methods in optimal control theory. — New York: Marcel Dekker, 1996. — 408 с.

### Статьи в научных журналах
- Кротов В. Ф. Разрывные решения вариационных задач // Известия вузов. Математика. 1960, № 5. С. 86-98.
- Кротов В. Ф. Разрывные решения в вариационных задачах // Известия вузов. Математика. 1961, № 2. С. 75-89.
- Кротов В. Ф. Основная задача вариационного исчисления для простейшего функционала на совокупности разрывных функций // Доклады АН СССР, 1961, т.137, № 1.
- Кротов В. Ф. Методы решения вариационных задач на основе достаточных условий абсолютного минимума. I—IV // Автоматика и телемеханика. 1962, т. 23, № 12, с. 1571—1583. 1963, т. 24, № 5, с. 581—598. 1963, т. 24, № 7, с. 826—843. 1965, т. 26, № 1, с. 24-41.
- Кротов В. Ф. Достаточные условия оптимальности для дискретных управляемых систем // Доклады АН СССР. 1967. Т. 172. № 1. С. 18-21.
- Кротов В. Ф. Вычислительные алгоритмы решения и оптимизации управляемых систем уравнений. I, II // Известия АН СССР. Техническая кибернетика. 1975. № 5, с. 3-15. № 6, с. 3-13.
- Krotov V. F., Khrustalev M. M. Optimal control of engine thrust and of angle of attack of an aircraft and the maneuvre of ascent-start running. In «Theory of Stability and Control». — Moscow: Nauka, 1975, pp. 165–178.
- Кротов В. Ф., Фельдман Н. Н. Итерационный метод решения задач оптимального управления // Известия АН СССР. Техническая кибернетика. 1983. № 2. С. 160—168.
- Казаков В. А., Кротов В. Ф. Оптимальное управление взаимодействием света и вещества // Автоматика и телемеханика. — 1987. — № 4. — С. 9—15.
- Кротов В. Ф. Релятивистская упругость // Известия Академии наук. Механика твёрдого тела. — № 6. — 1992, стр. 79-98.
- Коннов А. И., Кротов В. Ф. О глобальных методах последовательного улучшения управляемых процессов // Автоматика и телемеханика. 1999, № 10. С. 77-88.
- Кротов В. Ф. Свойства симметрии вариационных уравнений свободного материального потока // Доклады РАН, 2001, т.378, № 2, стр. 163—167.
- Кротов В. Ф. Свойство квантования вероятностных распределений характеристик динамических систем, наблюдаемых при наличии случайных возмущений // Автоматика и телемеханика. 2003, № 1. С. 86-104.
- Кротов В. Ф. Об оптимизации управления квантовыми системами // Доклады АН. 2008. Т. 423, № 3. С. 316—319.
- Кротов В. Ф. Управление квантовыми системами и некоторые идеи теории оптимального управления // Автоматика и телемеханика. 2009. № 3. С. 15-23.
- Булатов А. В., Кротов В. Ф. О численном решении линейно-квадратичной задачи оптимального управления двойственным методом // Автоматика и телемеханика. 2009, № 7. С. 3-14.
- Кротов В. Ф., Булатов А. В., Батурина О. В. Оптимизация линейных систем с управляемыми коэффициентами // Автоматика и телемеханика. 2011. № 6. С. 64-78.
- Кротов В. Ф. Центрированные стохастические оболочки детерминированных систем // Доклады РАН, 2012, т.446, № 3, стр. 251—255.
- Кротов В. Ф., Моржин О. В., Трушкова Е.А. Разрывные решения задач оптимального управления. Итерационный метод оптимизации // Автоматика и телемеханика. 2013, № 12. С. 31–55.